# Siedlung der Vereinigten Strohstoff-Fabriken Coswig
Die Siedlung der Vereinigten Strohstoff-Fabriken Coswig ist eine „Arbeiterkolonie“ für die Vereinigten Strohstoff-Fabriken von Emil Nacke aus den 1910er Jahren, entworfen von dem Architekten und Baumeister F. A. Bernhard Große. Sie liegt im Radebeuler Stadtteil Naundorf direkt neben der Siedlung der Landessiedlungsgesellschaft Sachsen, benachbart ist auch das Werk Radebeul des Druckmaschinenherstellers Koenig & Bauer.

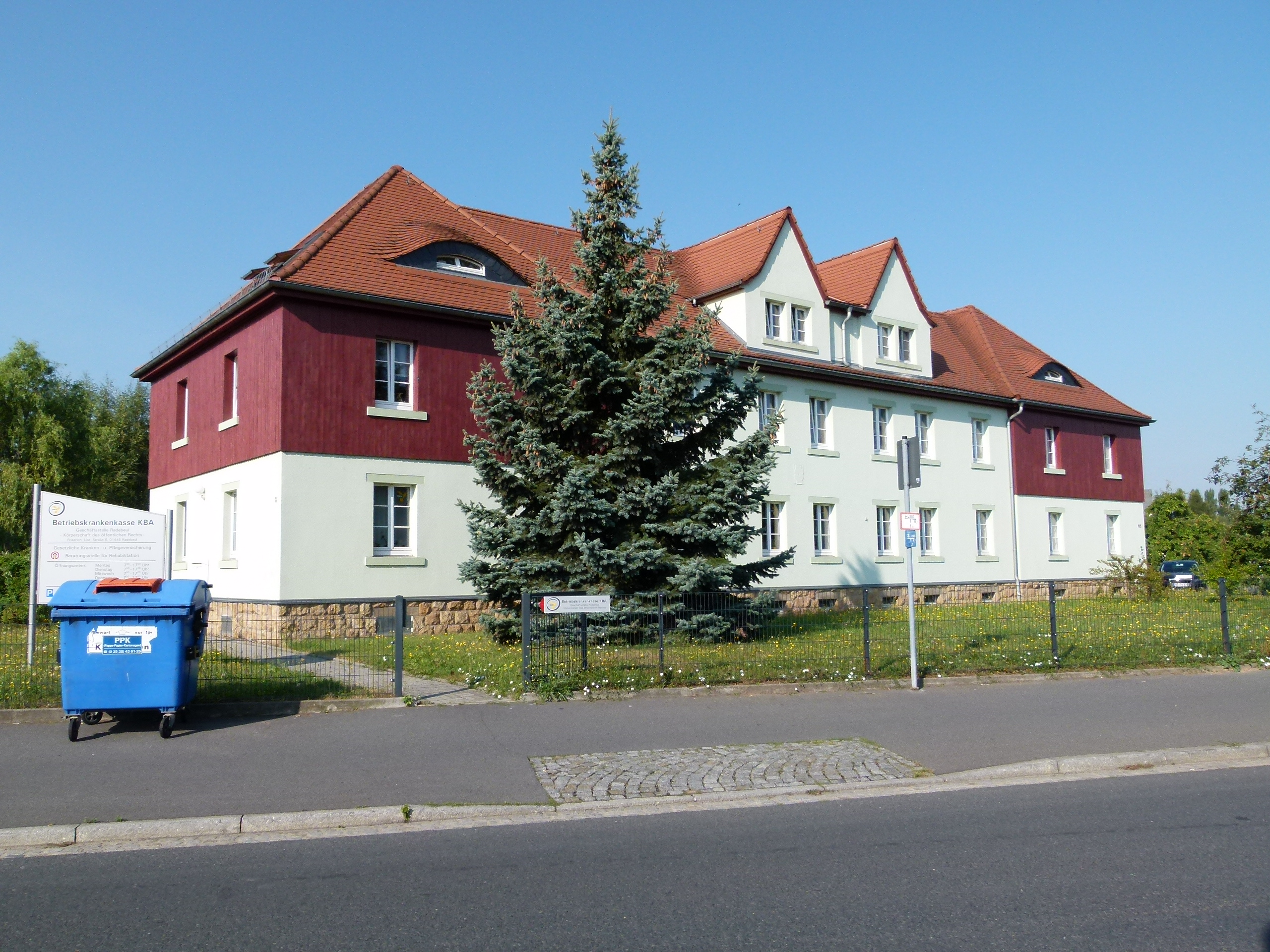

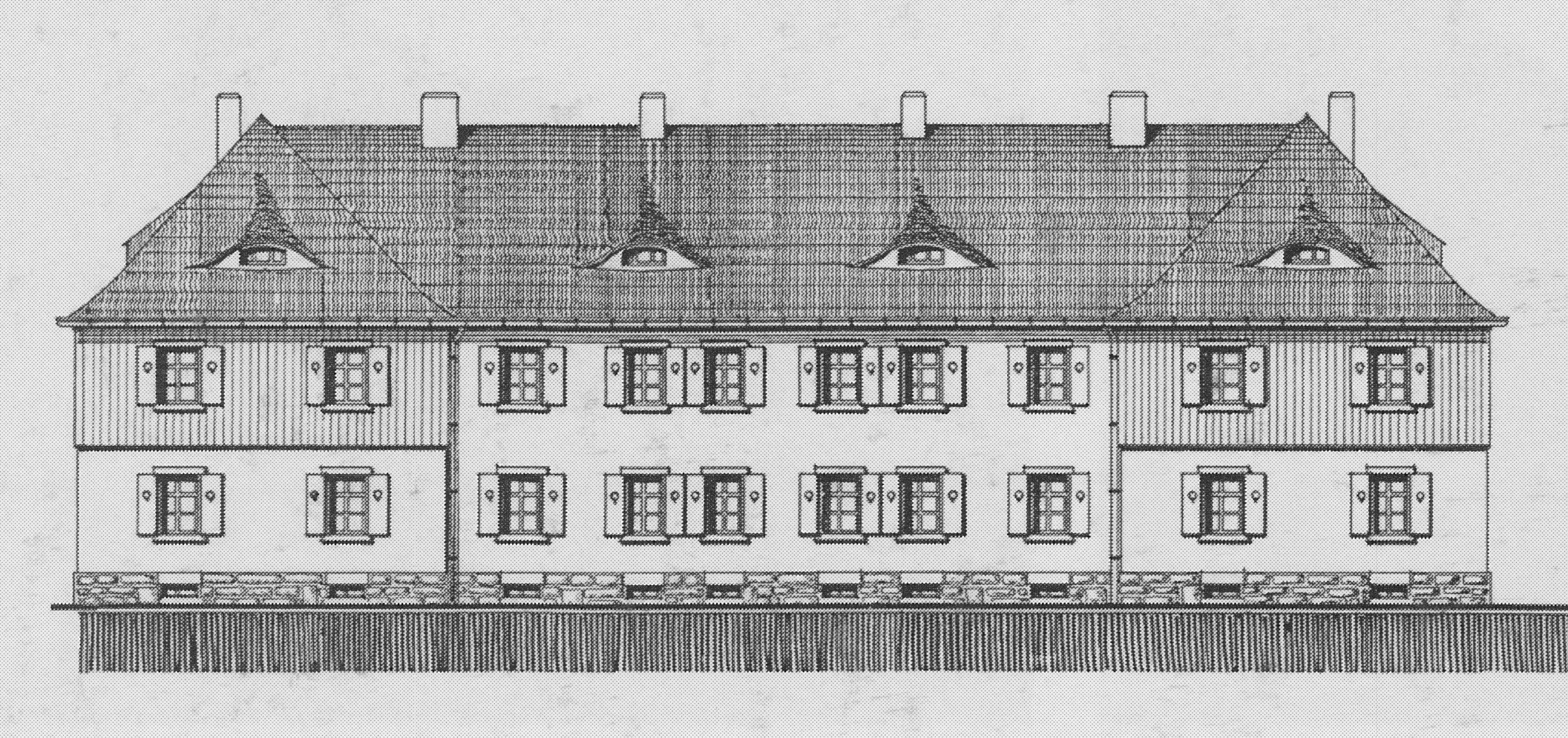
Kötitzer Straße 131/133 (Bauzeichnung, um 1911)

## Beschreibung
Die vier je Doppeladresse unter Denkmalschutz stehenden zweigeschossigen Doppelhäuser mit Walmdach zeigen in der Straßenansicht Seitenrisalite, im Dach befinden sich Giebel- oder Fledermausgauben.
Die Gebäude stehen auf bossierten Sandsteinsockeln, die Geschosse sind verputzt und die Obergeschosse der Kopfbauten verbrettert.

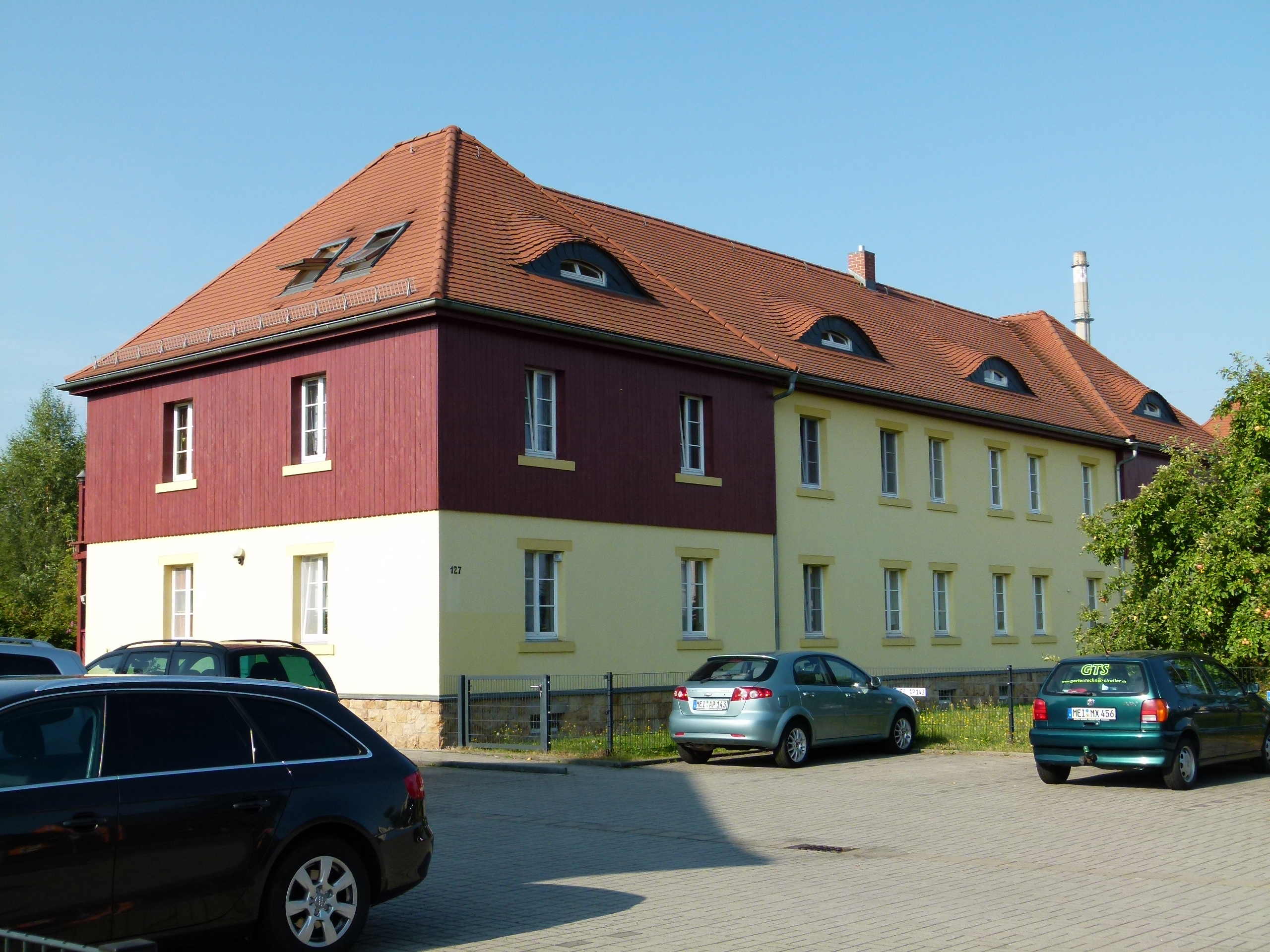
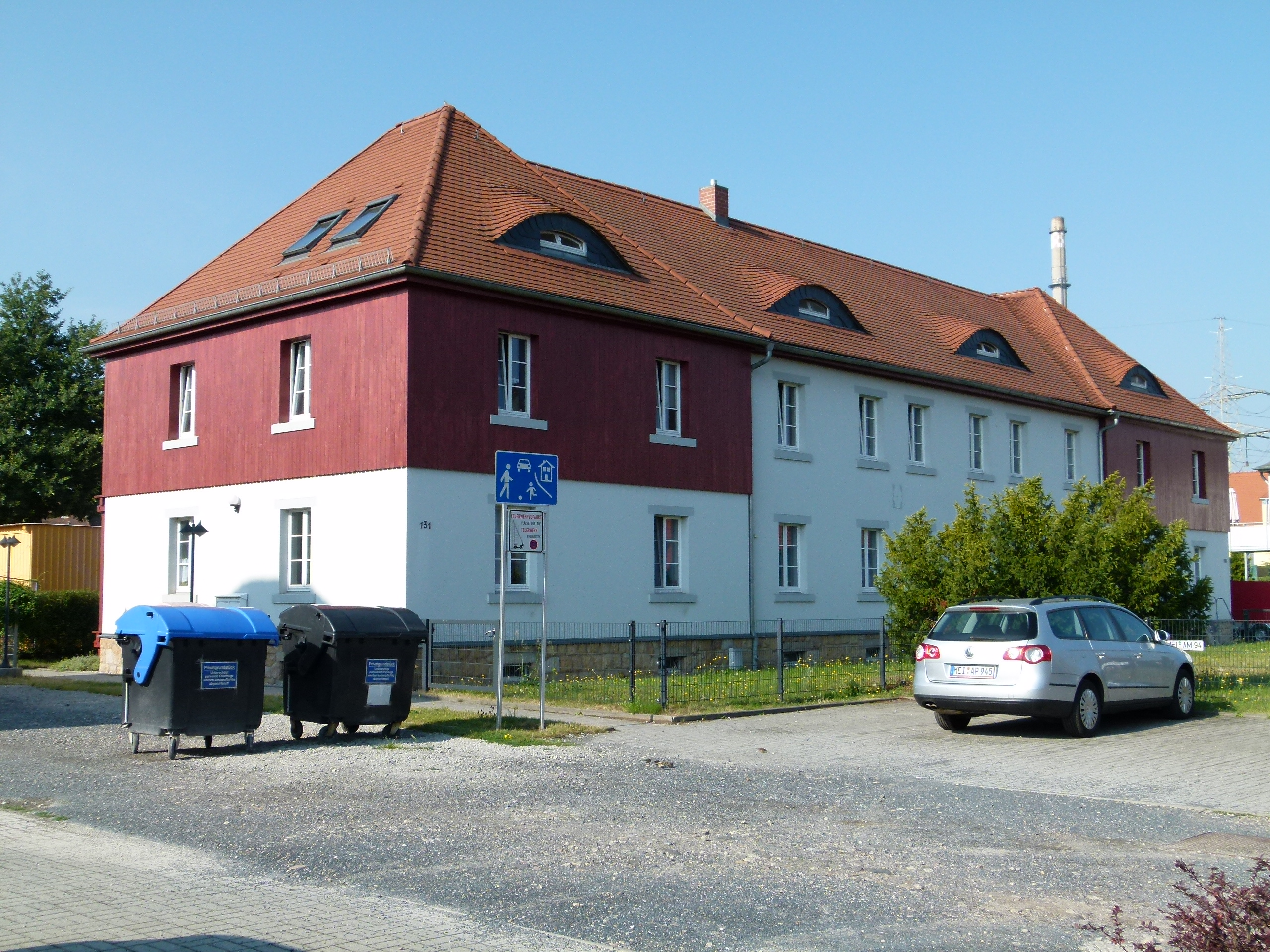
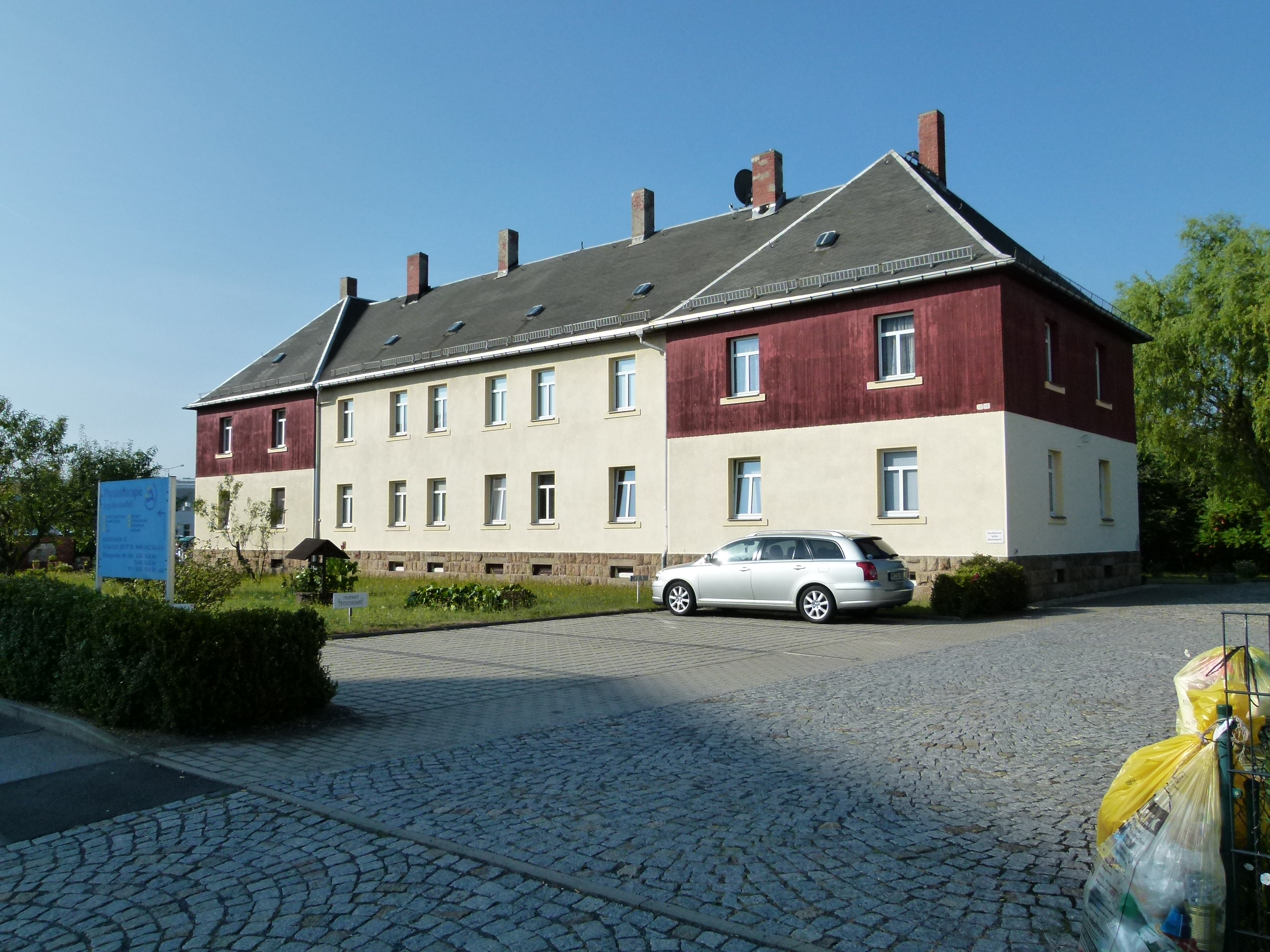

- Kötitzer Straße 127/129
- Kötitzer Straße 131/133
- Friedrich-List-Straße 10/12

## Geschichte
Zahlreiche Entwürfe für die „Errichtung einer Kolonie von ca. 75 Arbeiter-Familien-Wohnungen“ wurden im Dezember 1911 in der Aula der Königlichen Bauschule in Dresden-Neustadt ausgestellt und prämiert. Der mit dem Ersten Preis bedachte Architekt bekam die Realisierung übertragen, musste jedoch aus Kostengründen und wegen eines Einspruchs des Landesvereins Sächsischer Heimatschutz die Entwürfe vereinfachen.
Mit Bauantrag vom Dezember 1912 begann der Bau eines, nicht unter Denkmalschutz stehenden, Vierfamilien-„Beamtenwohnhauses“ ähnlichen Bautyps an der Kötitzer Straße 135.
Im Februar erfolgte der Bauantrag für das erste der aus zwei leicht unterschiedlichen Typen bestehenden Achtfamilien-Arbeiterwohnhäuser im frühen Heimatschutzstil. Die Siedlungshäuser mit den Adressen Kötitzer Straße 127/129, Kötitzer Straße 131/133, Kötitzer Straße 125/Friedrich-List-Straße 8 sowie Friedrich-List-Straße 10/12 wurden bis Oktober 1914 errichtet.